# Lajos Kocsis
Lajos Kocsis (Seghedino, 18 giugno 1947 – Budapest, 9 ottobre 2000) è stato un calciatore ungherese, di ruolo centrocampista.